# Galvani híd
A Galvani híd Budapest legújabb tervezett Duna-hídja, Kelenföld és Ferencváros között, Csepel-Szigetcsúcson át a Galvani utca és az Illatos út összekötéseként.

## Története

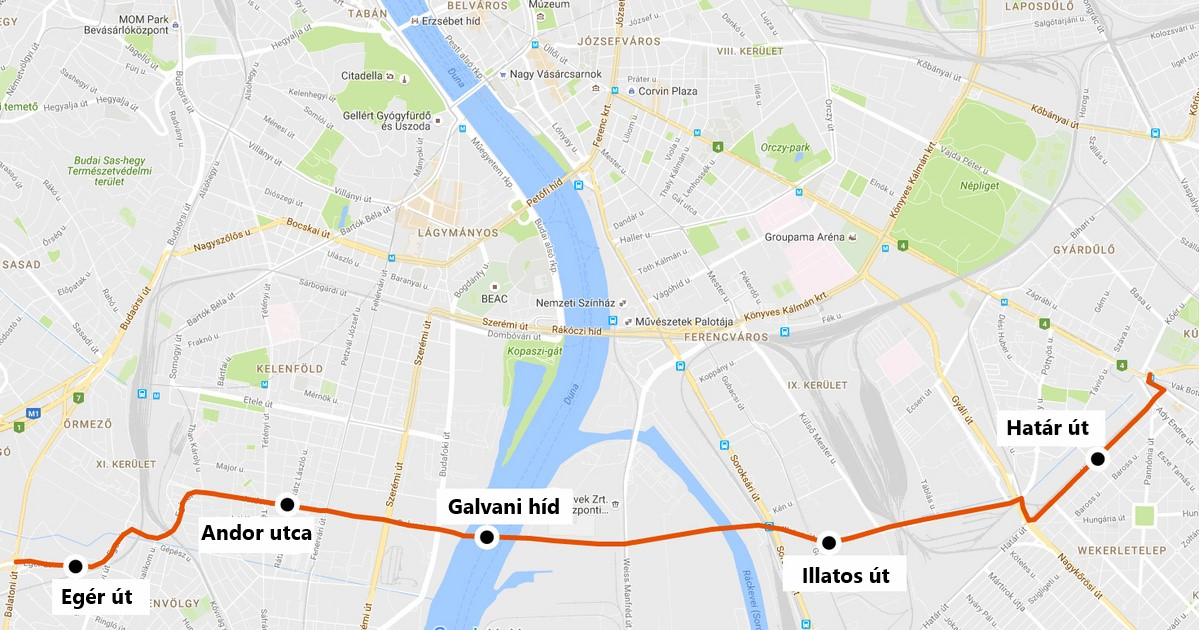
A híd és levezető útjainak vonalvezetése

### Előzmények
A Galvani híd építése 1980 óta napirenden van és már-már 1991-ben elég közel került megvalósításhoz. Az Árpád híd 1984-es átadását követően vizsgálat készült, mely hidak építése élvezzen prioritást Budapesten. A vizsgálatnak az eredményeképpen született meg 1986 júliusában az a dokumentum, amely a "Hídprogram" nevet kapta, és amely egy tanulmány és döntéselőkészítő anyag volt arról, hol lehet és hol kell új hidakat építeni Budapesten. A program beruházási javaslattal 1987-ben zárult. Összegezte mindazokat a korábbi elképzeléseket, ötleteket és felvetéseket, amelyek korábban már felmerültek, vagy amelyek tekintetében konkrét lépések is történtek (mint például a Rákóczi híd esetében, amelyre az 1970-es években már konkrét tervpályázatot is kiírtak). A vizsgálat során elsősorban a déli városi híd elhelyezését vizsgálták, amely a Hungária körút nyomvonalához kapcsolódhatna. Négy variáció merült fel ekkor: a Csepel-albertfalvai híd, a Kondorosi út vagy az Andor utca–Galvani utca vonalába eső híd, az akkori Szakasits Árpád út (ma Etele út) vonalába eső híd, illetve a Lágymányos híd megépítésének lehetősége. A rendszerváltás után hatalomra jutott kerületi és fővárosi vezetés hamar a Hamzsabégi úton lakók tiltakozása mögé állt, ami miatt a Galvani utca vonalába eső híd építésének lehetősége került előtérbe.

### 1992-es tervpályázat
1991-1992-ben a XI. kerületi önkormányzat is a Lágymányosi híd helyett inkább a Galvani úti hidat támogatta. Álláspontjuk szerint a Galvani úti híd alkalmasabb arra, hogy a kerületen átmenő forgalmat elvezesse, akár úgy, hogy a hídról Csepelen a forgalom északra a Kvassay zsilip felé fordul, akár úgy, hogy továbbmenve, a Soroksári Dunát átszelve Pesten a Hungária körút új, a Ferencvárosi pályaudvar felett átvezetett déli nyomvonalára érkezzen meg. A Lágymányosi hidat úgynevezett partokat összekötő hídnak szerették volna. A testület 1992-ben ilyen értelmű határozatot hozott, amelyben a Galvani úti hídnak adtak elsőbbséget a megépítés sorrendjében. Sőt a két híd egyidejű megépítését támogatta a főváros is. A Közgyűlés 1991-ben fogadott el erről határozatot. A Galvani úti híd esetében az 588/1991-es határozat kimondja, hogy a hídnak városi funkcióval kell bírnia, és meg kell építeni a soroksári Duna ágon átvezető hidat is. Az 591/1991-es határozatban pedig a Közgyűlés "szükségesnek tartja a Galvani úti Duna-híd – beleértve a soroksári ágat is (és kapcsolódó úthálózata), valamint a Hamzsabégi út kiváltásának egyidejű megvalósításának, a műszaki tervek kidolgozásának azonnali megkezdését, a dél-budapesti városfejlesztési program figyelembevételével". 1991-ben még úgy tűnt, hogy a Galvani úti híd is megépül, hiszen a döntés előkészítésből úgy tűnt, hogy a Lágymányosi híd szerepének változása miatt a déli összekötés kiemelten fontos lesz. A főváros 1992-ben tervpályázatot is kiírt a Galvani úti hídra, amelynek határideje 1992. július 13-a volt. A kiírás szerint esztétikus, városi hidat kellett a tervezőknek papírra vetniük. A pályázat csak a Nagy-Duna hídra korlátozódott, a soroksári ágra nem. A pályázatra összesen 11 pályamű érkezett. Első díjat nem adtak ki, csak rangsorolás nélkül két második díjat. A pályaművek közül 5 ferdekábeles szerkezetű, 1 acél ívhíd, 1 acél gerendahíd és 3 feszített vasbeton gerendahíd felső kiékeléssel, vagy függesztő rudakkal ellátva. A két, gyakorlatilag győztes terv mindegyike ferdekábeles szerkezetű volt. Az egyik pályázat vezető tervezője Dr. Medved Gábor volt, míg a másiké a Rákóczi híd tervezője, Dr. Sigrai Tibor. A további munkákat közösen folytatták, és így készült el egy közös javaslat.
A közös terv szerint a nagy Duna-ágon egy 2×2 sávos – azaz a mostani tervekben szereplő hídnál keskenyebb, három nyílású ferdekábeles, „A” pilonos híd lett volna, 45 méter magasba nyúló pilonokkal. A teljes hossza 460 méter, míg a középső legnagyobb nyílás 250 méteres lett volna. Úgy számoltak, hogy a híd 3,5 év alatt, akkori áron 12,5 milliárd forintos költséggel épülhet meg. Villamos nem szerepelt a tervekben, csak autóbusz-közlekedés.
Miután Budapest jelentkezett a világkiállítás megrendezésére, a Fővárosi Önkormányzat először a Galvani hidat szerette volna kivitelezni, de az akkori kormányzati nyomásra végül a Lágymányosi hídat építették meg. Az előkészítésében hátrébb lévő, – a Hungária körúthoz csatlakozással sem rendelkező –, a tanulmányokban csak a Csepeli gerencútig vezetett Galvani híd pedig ideiglenesen lekerült a napirendről. Az Országgyűlés 24/1992 számú határozata a Lágymányosi híd építése mellett döntött. A határozat 4. pontja azonban kimondta, hogy: "Az Országgyűlés támogatja a Fővárosi Közgyűlés 1991. május 16-i 588-589. számú határozatát, amely célul tűzte ki egy második – a Galvani úti – híd megépítését is." Ezen határozatot az Országgyűlés 2011-ben hatályon kívül helyezte. A döntés mögött a gazdasági realitások jelentősek voltak, hiszen az országnak akkor egy hídra volt pénze, és ez a sokkal jobban előkészített Lágymányosi híd lett. Igaz, jelentős kompromisszummal épült az meg. Nem készült el a Hamzsabégi út, viszont kiépült a Szerémi út és az Egérút, amelyet akkor sok szakember hibás döntésnek gondolt. Az idő bebizonyította, hogy a Szerémi út megépítése jelentősen hozzájárult a XI. kerület déli részén fekvő rozsdaövezet átalakulásához és fellendüléséhez.
A híd és levezető úthálózatának nyomvonala azonban 1992-től tovább élt a rendezési tervekben, sőt a Szerémi út is úgy épült ki, hogy fogadni tudja a majdani hidat, bizonyos tekintetben tovább is léptek, mert nemcsak a Galvani úti hídnak, de az albertfalvai hídnak is elkészült (részben) a budai közlekedési csomópontja, a Savoya parknál.

### 2016-tól napjainkig
2016-ban ismét előtérbe került a híd megépítése miután a kormány szerette volna, hogy a 2024-es olimpiát Budapest rendezze meg. A 490/2016. (XII. 28.) Kormány rendelet a nemzetgazdasági szempontból kiemelt jelentőségű beruházások listájára vette a híd megvalósítását. 2016 decemberében bejelentették, hogy tervpályázatot fognak kiírni. A  cél egy új – a kötöttpályás közlekedéssel együtt – 2×3 forgalmi sávos Duna-híd megvalósítása. A tervpályázat 2017 júniusában jelent meg, előminősítés az év augusztusában megtörtént, a végleges beadás határideje 2018. február volt. A hídra kiírt tervpályázat győzteseként 2018 áprilisában a rotterdami Erasmus híd mintáját követő megoldással az UNStudio, Buro Happold Engineering alkotta konzorciumot hirdették ki. A második helyet megosztva nyerte egy konzervatívabb, kétpilonos függőhíd part felé döntött pilonokkal (tervező a Lavigne & Chéron Architectes, Bureau d'Etude Greisch, Közlekedés Consulting Engineers, Geovil konzorcium), valamint egy, a Duna közepén elhelyezett pilléren támaszkodó, döntött ívekkel tervezett híd (Leonhardt, Andrä und Partner, Zaha Hadid Architects, WERNER Consult és Smoltzcyk & Partner).
2017-ben  a NIF Zrt a Főmterv, az Unitef–83 és az Utiber tervezőirodákkal szerződést kötött a Galvani utca–Illatos út vonalában építendő útra vonatkozó megvalósíthatósági tanulmány és környezeti hatástanulmány elkészítéséről. A munkára az eredetileg elfogadott 1,186 milliárd forint tervezési díjat 2019-ben 1,518 milliárd forintra egészítették ki a műszaki tartalom módosulása miatt. Tarlós István főpolgármester 2017. szeptember 20-án a beruházás előkészítésének leállítását kezdeményezte. Tarlós elmondása szerint a Nemzeti Infrastruktúra-fejlesztő Zrt. nem vette figyelembe a főváros településszerkezeti tervét, ami szerint az úgynevezett Kis Galvani híd – ami a Csepel-szigetet és Pestet köti majd össze a Soroksári-Duna-ág felett –, a Kén utca felé folytatódik, és a Ferencvárosi pályaudvar sínei felett az Ecseri útba csatlakozik. Ezt figyelmen kívül hagyták a tervezési pályázat kiírásakor, és az Illatos út felé tervezték a kapcsolódó úthálózatot. A kiemelt kormányzati beruházás miatt ki kellene vágni a ferencvárosi Kiserdő jelentős részét, de erről elfelejtettek egyeztetni az érintett kerületek vezetőivel. Ezzel egyidőben Kocsis Máté, a VIII. kerület akkori polgármestere közölte, hogy nem támogatják a beruházást, sőt felkérik Fürjes Balázs kormánybiztost, hogy gondolja újra a terveket.
2020. február 27-én úgy döntött a Fővárosi Közfejlesztések Tanácsa, hogy nem épülhet új út a Kiserdő mentén a Fővárosi Önkormányzat, az érintett kerületek és a helyi lakosság egyetértése nélkül. 2020. március 2-án a főváros és a kormány megállapodást kötött, hogy ennek a hídnak a megépítése élvez priorítást.
Az elkészült tanulmánytervet – amely keletről biztosan az Illatos útig került kidolgozásra, a további, Határ úti szakaszon 5 nyomvonalváltozatot vizsgált – 2020 szeptemberében társadalmi vitára bocsátották.
2022. november 21-én megkapta a híd az építési engedélyét.

## Műszaki adatok
Szerkezete 529 m hosszú, öt nyílással rendelkező, a medernyílásaiban ferdekábeles kialakítású híd, a hídpályát két ferde, aszimmetrikus kialakítású pilonpár függeszti fel. A híd jelenlegi állapotának fő tervezési paraméterei:
Hajózás
- 180 m széles hajózási űrszelvény a medernyílás alatt 9,5 m magas hajózási űrszelvény a legnagyobb hajózási vízszint felett

Forgalmi sáv
- 2×3,5 m széles forgalmi sáv a híd két oldalán

Tömegközlekedési sáv (busz/villamos)
- 2×3,5 m busz/villamosközlekedésre alkalmas sáv 50 km/h tervezési sebesség

Gyalogos sáv
- 2×1,5 m széles gyalogos sáv a híd két oldalán a pilonoknál kilátóterület.

Kerékpáros sáv
- 2×2,6 m széles kerékpáros sáv a híd két oldalán.